# サム・ナイツ 〜蒼い夜〜
『サム・ナイツ 〜蒼い夜〜』（サム・ナイツ あおいよる、原題: Some Nights）は、アメリカ合衆国のポップ・ロック・バンドであるFUN.の2作目のスタジオ・アルバム。2012年2月21日にフュエルド・バイ・ラーメンから発売された。日本では同年7月11日にWarner Music Japanから初回限定スペシャル・プライス盤、2013年1月23日に最強版が発売された。
アメリカのBillboard 200では最高位3位を記録し、2012年度年間チャートでは第20位を記録した。なお、本作が活動休止前に発売された最後のスタジオ・アルバムとなった。

## 背景
2010年8月4日、公式サイト上でフュエルド・バイ・ラーメンと契約したことを発表。過去にメジャーレーベルに在籍していて不安を抱いていたリード・シンガーのネイト・ルイスは、レーベルの移籍はFUN.にとって「とても簡単なこと」だったとし、レーベルについて「僕らが何に夢中になっているのかを理解していたと思う」と回想している。レーベルの移籍に向けた作業は約9か月にわたって行われ、この間にレーベルの代表がFUN.に連絡を取った。ルイスはレーベルのスタッフが自分たちの公演のチケットを購入し、「一緒に仕事をするアーティストに対して熱意をもって自分たちのことを話してくれる」ことを嬉しく思った。メンバーを交えた長い話し合いを経て、レーベルを試してみることに決めた。
ルイスは、アルバムの制作中に「たくさんヒップホップ」を聴いていて、その中でカニエ・ウエストの『マイ・ビューティフル・ダーク・ツイステッド・ファンタジー』に大きな影響を受けたと回想している。ルイスは自信が所有する他のヒップホップのレコードのライナーノーツも確認し、それらが共通してジェフ・バスカーがプロデュースした作品であることに気づいた。バスカーは当時ビヨンセとの制作作業に夢中になっていたが、ルイスは粘り強くバスカーに会いに行っていた。

## 制作
アルバム『サム・ナイツ 〜蒼い夜〜』のクリエイティブプロセスはルイスによって始められ、ルイスは書いた歌詞とメロディを持ち込み、そこから「メロディを支える」楽器編成とコード構成を作るためにアンドリュー・ドストとジャック・アントノフを指揮した。ドストは『ハフポスト』の取材の中で、レコーディングにおいて最初に誰かが作った明確なフレームワークがありながらも、それぞれで意見交換をし合い「最高の楽曲を目指して喜んで」取り組んでいると述べた。
ルイスは本作において「よりまとまりのある」曲を作ることに重点を置いたと説明しており、これは「長ったらしい」曲ではなく簡潔な曲を作ることを意味していた。バスカーは「最大のサウンド」をもたらすのは単一の楽器であり、「曲に対してアイデアを詰め込み過ぎないようにしよう。曲を構成するすべてのものは選び抜かれたものでなければならない」という考えを持っていた。ジャネール・モネイはバスカーとの交友関係を通じて「伝説のヤングマン〜ウィー・アー・ヤング〜」でFUN.と共演した。メンバーはアルバムの仕上がりに満足し、バスカーを高く評価した。
アルバムはインディー・ポップ、芝居がかったロック、ヒップホップの要素を融合して制作された。2011年10月時点でアルバムは完成間近となっていた。アルバムタイトルは、スコットランドでのツアー中にルイスが思いついたもので、その後このタイトルを基に表題曲が作曲された。ただしドストは「コンセプト・アルバム」ではなく、アルバムタイトルがバンドの持つアルバムのアイデアを大きく変えたとし、「タイトルがあると、全体として取り組んでいることの特徴が何であるかを知るのにすごくいいんだ」と述べた。ルイスは、本作の制作が10年に及ぶ自身の音楽活動の中で「かなりシュールだった」とし、「この6〜7か月間ほど僕にとってハイライトと言える瞬間は他にない」と述べた。

## 構成
本作およびFUN.の音楽性は、一部メディアでクイーンと比較された。『ローリング・ストーン』誌のジョディ・ローゼンは、「密集したハーモニー、華麗な転調、わずかに加えられたクイーンやレ・ミゼラブルの要素」が融合されたアルバムと見なした。バスカーも『Fuse』の取材でアルバムから第1弾シングルとなる「伝説のヤングマン〜ウィー・アー・ヤング〜」にはクイーンやフレディ・マーキュリーの雰囲気があると主張した。『The A.V. Club』のマーカス・ギルマーは、アルバムについて「デビュー作『エイム・アンド・イグナイト』よりも人工的な要素（キーボードやドラムマシン）が取り入れられている」とし、収録曲の「オール・アローン」のビートについて「ヒップホップのトラックから抜け出して来たかのようだ」と述べた。
本作の収録曲の歌詞は、アルバムの「聖歌のような」音楽と対照的に孤独感、自尊心、内省、偏執病、実存主義をテーマとして扱うことから「物悲しい」と評される。NPRのコラムニストであるダウド・タイラー＝アミーンは、物悲しげな歌詞でありながら「まったくの楽観主義で注目すべき」アルバムと見なし、ローゼンは「ルイスが持つ聖歌のような音楽の才能は、Y世代のユーモア（大げさな言葉を和らげる情緒不安定な自己非難）に匹敵する」と述べた。一方でギルマーは、ルイスのかつてのバンドであるザ・フォーマットの作品に似た「散文風の歌詞」を称賛した。2012年の『NME』誌の取材でルイスは歌詞の重要性について言及し、「歌詞を書いているその間は嫌なんだけど、書き終わるとそれが誇りに思えるんだ」と語っている。

## プロモーション
2011年9月20日、本作からの第1弾シングルとしてジャネール・モネイとのコラボ曲「伝説のヤングマン〜ウィー・アー・ヤング〜」が発売された。同作は同年12月24日のBillboard Hot 100で初めてチャートインし、翌年3月17日の同チャートで第1位を獲得した。6月4日に第2弾シングルとしてタイトル曲である「サム・ナイツ」が発売され、56週にわたってチャートインし最高位3位を記録。10月23日に第3弾シングルとして「キャリー・オン」が発売され、20週にわたってチャートインし最高位20位を記録。その後2013年2月27日に第4弾シングルとして「ホワイ・アム・アイ・ジ・ワン」、5月13日に第5弾シングルとして「オール・アローン」が発売された。
アルバムの発売に先駆け、2月14日に「バンドを応援してくれるファンへの感謝」としてストリーミング配信が開始された。11月3日にはNBCのコメディバラエティ番組『サタデー・ナイト・ライブ』に出演し、「サム・ナイツ」と「キャリー・オン」の2曲を披露した。2013年4月19日にはチャンネル4のトーク番組『Alan Carr: Chatty Man』に出演し、「オール・アローン」を披露した。

## 評価
| 専門評論家によるレビュー | 専門評論家によるレビュー |
| 総スコア                 | 総スコア                 |
| 出典                     | 評価                     |
| ------------------------ | ------------------------ |
| AnyDecentMusic?          | 5.4/10                   |
| Metacritic               | 60/100                   |
| レビュー・スコア         |                          |
| 出典                     | 評価                     |
| AllMusic                 | [ 34 ]                   |
| Alternative Press        | [ 35 ]                   |
| Entertainment Weekly     | B-                       |
| The Guardian             | [ 15 ]                   |
| The Independent          | [ 36 ]                   |
| NOW                      | 4/5                      |
| PopMatters               | 4/10                     |
| Q                        | [ 39 ]                   |
| Rolling Stone            | [ 16 ]                   |
| SPIN                     | 7/10                     |

アルバム『サム・ナイツ 〜蒼い夜〜』について、Metacriticは21件の評論家によるビューをを基に100点満点中の60点をつけた。
『ローリング・ストーン』誌のジョディ・ローゼンは、アルバムにおける「第1級のバブル・ポップの旋律の美しさと俗悪なロックンロールの融合」を称賛した。ロッキング・オンの羽島麻美は、遊び心に満ちたエレクトロニック・サウンドやプリミティヴなビートをはじめとして、売れっ子プロデューサー：ジェフ・バスカーを迎え、インディ・ポップのポテンシャルが存分に発揮された格好になっているとし、すべてのポップ好きに送る、2012年のインディ良盤と評した。『CDJournal』は、全米ナンバーワン・ヒットとなった「伝説のヤングマン」をはじめ、どの曲も甘酸っぱくノスタルジックなメロディが秀逸な佳曲ばかりで、サンプリングを駆使したユニークな音作りもおもしろい。ルイスのポップ・センスが炸裂した傑作と評した。『デジタル・スパイ』のロバート・コプシーは、アルバムのおすすめの楽曲として「サム・ナイツ」「伝説のヤングマン〜ウィー・アー・ヤング〜」「キャリー・オン」「ワン・フット」の4曲を挙げた。
『エンターテインメント・ウィークリー』のレイ・ラーマンは、アルバムの前半部分を「優れている」と評す一方で、後半部分について否定的な見解を示している。『ポップマターズ』のモーガン・トロパーは、「風変わりかつ逆転した方法で、ネイト・ルイスがシンガー兼ソングライターとしての真価を発揮している」アルバムと見なす一方で、ルイスがアルバム中でポップ・ミュージックの慣習を使用したことには批判的な見解を示した。
『ローリング・ストーン』誌は、2012年の優れたアルバムのリストを作成し、本作を47番目に挙げた。

### ノミネート歴
| 年   | 賞                                 | カテゴリ                           | 結果       | 注     |
| ---- | ---------------------------------- | ---------------------------------- | ---------- | ------ |
| 2013 | ビルボード・ミュージック・アワード | トップ・ロック・アルバム賞         | ノミネート | [ 45 ] |
| 2013 | グラミー賞                         | 最優秀アルバム賞                   | ノミネート | [ 46 ] |
| 2013 | グラミー賞                         | 最優秀ポップ・ボーカル・アルバム賞 | ノミネート | [ 46 ] |
| 2013 | ピープルズ・チョイス・アワード     | 大好きなアルバム賞                 | ノミネート | [ 47 ] |

## チャート成績
アルバム『サム・ナイツ 〜蒼い夜〜』は、アメリカ国内において発売初週で7万枚を売り上げ、Billboard 200で初登場3位を記録した。2022年2月時点でアメリカ国内での売上枚数は300万枚を超える。
イギリスでは、2012年内に31万枚を売り上げた。
アルバムからの第1弾シングルである「伝説のヤングマン〜ウィー・アー・ヤング〜」は、ニッケルバックの「ハウ・ユー・リマインド・ミー」（2001年）以来約10年ぶりとなる複数の人数を擁するロックバンドによる全米チャート第1位を獲得した。同作は1週間で30万を超えるダウンロード数を7週連続で記録し、2013年3月時点で累計ダウンロード数は300万を超えている。

## 収録曲
| #         | タイトル | 作詞・作曲                                                                                                  | プロデューサー             | 時間  |
| --------- | --- | --- | -------------------------- | ----- |
| 1.        | 「サム・ナイツ（イントロ）」(Some Nights (Intro))                                                            | アンドリュー・ドスト ジャック・アントノフ ジェフ・バスカー ネイト・ルイス                                   | ジェフ・バスカー           | 2:19  |
| 2.        | 「サム・ナイツ」(Some Nights)                                                                                | アンドリュー・ドスト ジャック・アントノフ ジェフ・バスカー ネイト・ルイス                                   | ジェフ・バスカー           | 4:36  |
| 3.        | 「伝説のヤングマン〜ウィー・アー・ヤング〜（feat. ジャネール・モネイ）」(We Are Young (feat. Janelle Monáe)) | アンドリュー・ドスト ジャック・アントノフ ジェフ・バスカー ネイト・ルイス                                   | ジェフ・バスカー           | 4:10  |
| 4.        | 「キャリー・オン」(Carry On)                                                                                 | アンドリュー・ドスト ジャック・アントノフ ジェフ・バスカー ネイト・ルイス                                   | ジェフ・バスカー トミー・D | 4:38  |
| 5.        | 「イット・ゲッツ・ベター」(It Gets Better)                                                                   | アンドリュー・ドスト ジャック・アントノフ ジェフ・バスカー ネイト・ルイス                                   | ジェフ・バスカー           | 3:36  |
| 6.        | 「ホワイ・アム・アイ・ジ・ワン」(Why Am I the One)                                                           | アンドリュー・ドスト ジャック・アントノフ ジェフ・バスカー ネイト・ルイス                                   | ジェフ・バスカー           | 4:46  |
| 7.        | 「オール・アローン」(All Alone)                                                                              | アンドリュー・ドスト ジャック・アントノフ ジェフ・バスカー ネイト・ルイス                                   | ジェフ・バスカー           | 3:03  |
| 8.        | 「オール・オールライト」(All Alright)                                                                        | アンドリュー・ドスト エミール・ヘイニー ジャック・アントノフ ジェイク・ワン ジェフ・バスカー ネイト・ルイス | エミール・ヘイニー         | 3:57  |
| 9.        | 「ワン・フット」(One Foot)                                                                                   | アンドリュー・ドスト ジャック・アントノフ ジェフ・バスカー ネイト・ルイス                                   | エミール・ヘイニー         | 3:31  |
| 10.       | 「スターズ」(Stars)                                                                                          | アンドリュー・ドスト ジャック・アントノフ ジェフ・バスカー ネイト・ルイス                                   | ジェフ・バスカー           | 6:52  |
| 合計時間: | 合計時間: | 合計時間:                                                                                                   | 合計時間:                  | 41:28 |

| #         | タイトル                                      | 作詞・作曲                                                                                   | プロデューサー     | 時間  |
| --------- | --------------------------------------------- | -------------------------------------------------------------------------------------------- | ------------------ | ----- |
| 11.       | 「アウト・オン・ザ・タウン」(Out on the Town) | アンドリュー・ドスト エミール・ヘイニー ジャック・アントノフ ジェフ・バスカー ネイト・ルイス | エミール・ヘイニー | 4:21  |
| 合計時間: | 合計時間:                                     | 合計時間:                                                                                    | 合計時間:          | 45:49 |

| #         | タイトル | 作詞  | 作曲・編曲 | 時間 |
| --------- | --- | ----- | ---------- | ---- |
| 12.       | 「伝説のヤングマン〜ウィー・アー・ヤング〜（feat. ジャネール・モネイ）[アコースティック]」(We Are Young (feat. Janelle Monáe) [Acoustic])                       |       |            | 4:33 |
| 13.       | 「キャリー・オン [アコースティック]」(Carry On (Acoustic)) |       |            | 4:08 |
| 14.       | 「ホワイ・アム・アイ・ジ・ワン [アコースティック]」(Why Am I the One? (Acoustic))                                                                               |       |            | 4:22 |
| 15.       | 「伝説のヤングマン〜ウィー・アー・ヤング〜（feat. ジャネール・モネイ）[アルヴィン・リスク・リミックス]」(We Are Young (feat. Janelle Monáe) [Alvin Risk Remix]) |       |            | 4:09 |
| 合計時間: | 合計時間: | 63:01 |            |      |

| #         | タイトル | 作詞  | 作曲・編曲 | 時間 |
| --------- | --- | ----- | ---------- | ---- |
| 12.       | 「キャリー・オン [アコースティック]」(Carry On (Acoustic)) |       |            | 4:11 |
| 13.       | 「ホワイ・アム・アイ・ジ・ワン [アコースティック]」(Why Am I the One? (Acoustic))                                                                               |       |            | 4:25 |
| 14.       | 「伝説のヤングマン〜ウィー・アー・ヤング〜（feat. ジャネール・モネイ）[アルヴィン・リスク・リミックス]」(We Are Young (feat. Janelle Monáe) [Alvin Risk Remix]) |       |            | 4:12 |
| 15.       | 「伝説のヤングマン〜ウィー・アー・ヤング〜（feat. ジャネール・モネイ）[ベータトラックス・リミックス]」(We Are Young (feat. Janelle Monáe) [Betatraxx Remix])    |       |            | 3:54 |
| 合計時間: | 合計時間: | 62:31 |            |      |

| #         | タイトル | 作詞・作曲                                                              | 時間  |
| --------- | --- | ----------------------------------------------------------------------- | ----- |
| 12.       | 「アット・リースト・アイム・ノット・アズ・サッド（アズ・アイ・ユースト・トゥー・ビー）」(At Least I'm Not as Sad (As I Used to Be)) | ネイト・ルイス アンドリュー・ドスト ジャック・アントノフ サム・ミーンズ | 4:07  |
| 13.       | 「オール・ザ・プリティー・ガールズ」(All The Pretty Girls)                                                                          | ネイト・ルイス アンドリュー・ドスト ジャック・アントノフ サム・ミーンズ | 3:23  |
| 14.       | 「ウォーキング・ザ・ドッグ」(Walking the Dog)                                                                                       | ネイト・ルイス アンドリュー・ドスト ジャック・アントノフ サム・ミーンズ | 3:41  |
| 合計時間: | 合計時間: | 合計時間:                                                               | 57:00 |

## チャート

### 週間チャート
| チャート (2012年 - 2013年)               | 最高位 |
| ---------------------------------------- | ------ |
| オーストラリア (ARIA)                    | 2      |
| オーストリア (Ö3 Austria)                | 11     |
| ベルギー (Ultratop Flanders)             | 32     |
| ベルギー (Ultratop Wallonia)             | 52     |
| カナダ (Billboard)                       | 5      |
| デンマーク (Hitlisten)                   | 22     |
| フィンランド (Suomen virallinen lista)   | 50     |
| フランス (SNEP)                          | 37     |
| ドイツ (Offizielle Top 100)              | 30     |
| イタリア (FIMI)                          | 25     |
| Japan Top Albums Sales (Billboard JAPAN) | 32     |
| 日本 (オリコン)                          | 12     |
| メキシコ (AMPROFON)                      | 87     |
| オランダ (MegaCharts)                    | 29     |
| ニュージーランド (RMNZ)                  | 3      |
| ノルウェー (VG-lista)                    | 4      |
| ポルトガル (AFP)                         | 27     |
| 南アフリカ (RSG)                         | 5      |
| スペイン (PROMUSICAE)                    | 69     |
| スウェーデン (Sverigetopplistan)         | 36     |
| スイス (Schweizer Hitparade)             | 16     |
| スコットランド (OCC)                     | 3      |
| UK アルバムズ (OCC)                      | 4      |
| US Billboard 200                         | 3      |
| US Top Alternative Albums (Billboard)    | 1      |
| US Top Rock Albums (Billboard)           | 1      |

### 年間チャート
| チャート (2012年)              | 順位 |
| ------------------------------ | ---- |
| オーストラリア (ARIA)          | 28   |
| カナダ (Billboard)             | 28   |
| フランス (SNEP)                | 142  |
| イタリア (FIMI)                | 100  |
| オランダ (Album Top 100)       | 95   |
| UK アルバムス (OCC)            | 23   |
| US Billboard 200               | 20   |
| US Top Rock Albums (Billboard) | 5    |

| チャート (2013年)              | 順位 |
| ------------------------------ | ---- |
| オーストラリア (ARIA)          | 77   |
| ニュージーランド (RMNZ)        | 24   |
| UK アルバムス (OCC)            | 78   |
| US Billboard 200               | 23   |
| US Top Rock Albums (Billboard) | 5    |

### 年代間チャート
| チャート (2010年 - 2019年) | 順位 |
| -------------------------- | ---- |
| US Billboard 200           | 63   |

## 認定と売上
| 国/地域                                                                                  | 認定        | 認定/売上数 |
| ---------------------------------------------------------------------------------------- | ----------- | ----------- |
| オーストラリア (ARIA)                                                                    | Platinum    | 70,000^     |
| カナダ (Music Canada)                                                                    | Platinum    | 80,000^     |
| デンマーク (IFPI Danmark)                                                                | Gold        | 10,000      |
| フランス (SNEP)                                                                          | Gold        | 50,000*     |
| アイルランド (IRMA)                                                                      | Platinum    | 15,000^     |
| 日本 (RIAJ)                                                                              | Gold        | 100,000^    |
| ニュージーランド (RMNZ)                                                                  | Gold        | 7,500^      |
| スウェーデン (GLF)                                                                       | Gold        | 20,000      |
| イギリス (BPI)                                                                           | Platinum    | 300,000^    |
| アメリカ合衆国 (RIAA)                                                                    | 3× Platinum | 3,000,000   |
| 概要                                                                                     |             |             |
| Worldwide 2012年時点                                                                     |             | 1,800,000   |
| * 認定のみに基づく売上数 · ^ 認定のみに基づく出荷枚数 · 認定のみに基づく売上数と再生回数 |             |             |